# Petenobolus antiquorum
Petenobolus antiquorum är en mångfotingart som beskrevs av Loomis 1968. Petenobolus antiquorum ingår i släktet Petenobolus och familjen Messicobolidae. Inga underarter finns listade i Catalogue of Life.